# モンスター13号
『モンスター13号』（モンスターじゅうさんごう、英: The Monster Men）は、エドガー・ライス・バローズによるアメリカのSF小説。
本項では、東京創元社（創元SF文庫）『合本版・火星シリーズ第4集火星の古代帝国』に収録された新訳版を基本とする。

## 概要
本作は『魂のない男』(A Man Without Soul) のタイトルで、オール・ストーリーに1913年に掲載された。1929年の単行本化の際、『怪物たち』(The Monster Men) に変更されている。
日本語訳は2社から出ている。
1. 早川書房（ハヤカワ文庫SF）版の題名は『モンスター・マン』。1973年5月31日付で、翻訳は関口幸男。挿絵、カバーイラスト、口絵は斉藤寿夫。
2. 東京創元社版の題名は『モンスター13号』。
  1. 創元推理文庫SFからは『モンスター13号』として単独で発行。1978年12月22日付で、翻訳は厚木淳。挿絵、カバーイラスト、口絵は武部本一郎。
  2. 創元SF文庫では『合本版・火星シリーズ第4集火星の古代帝国』に併録されている。2002年9月30日付で、翻訳は厚木淳が新たに行っている。挿絵、口絵は武部本一郎の作品が再利用された（カバーイラストも武部だが、『火星の古代帝国』のもの）。

ハヤカワ版、創元版で固有名詞に差異が見られる。また、創元版でも、新訳版では一部固有名詞が見直された。
内容は、「マッドサイエンティストが、美と知性を備えた生命を人工的に創造しようと試行錯誤する」という、フランケンシュタイン系の発端から始まるが、主人公はブラン（13号、とナンバーで呼ばれる存在）であり、「人工生命に魂や愛はあるのか?」と、苦悩する主人公の恋と冒険を描いたものとなっている。

## あらすじ
大学で人工生命の創造に失敗したアーサー・マクスン教授は、その残骸を始末した日に、娘のヴァージニアを連れて、コーネル大学のあるイサカからニューヨークへ旅に出た。タウンゼント・J・ハーパー・ジュニアは駅でヴァージニアに一目惚れし、その行き先を突き止めることを決意する。
一週間後、マクスン教授は洋上で船旅に出ていた。当初は実験の失敗を悔いていたのだが、次第に名誉欲に取り付かれ、実験の再開を計画する。船旅でフォン・ホルン医師と出会ったマクスン教授は、彼を助手にしてイサカ号（小型スクーナー船）でパマルン諸島に渡り、実験を再開する。人造人間は次々に誕生したが、いずれも知能が低く容貌怪異であり、12号の段階に至り、やっと知能の面では改善を見たものの、外見の異様さは、どうにもならなかった。しかし、マクスン教授は狂気に執りつかれ、一人娘を人造人間と結婚させようと目論む。折りしも13号が誕生し、その美しい顔、均整の取れた巨体にマクスン教授は驚く。
偶然から1号が脱走、森の中でヴァージニアに遭遇し、1号は娘を拉致する。13号はその場に遭遇、格闘の末1号を殺し、ヴァージニアを教授の下に連れ帰す。しかし、教授は死んだ1号を悼んでいた。13号は娘の美しさに魅入られ、ヴァージニアも13号に魅かれる（この段階では、マクスンもホルンも13号の正体を彼女に明かしておらず、「普通の白人」と思わせている）。
教授の狂気を嫌悪したフォン・ホルンは、生来の悪辣さを発揮し、娘と教授の財産を手に入れようと画策する。ホルンは純真な13号に「君は魂のない怪物だ」と吹き込み、彼に苦悩を与えた。その結果、13号は殺意を抱き、マクスン教授の部屋に向かう。
一方、ダヤク族（マレー人）の酋長ムダ・サフィールは、先だっての襲撃の際、ヴァージニアを見初めており、バダドリーン（マレー人で、イサカ号の一等航海士）にヴァージニア誘拐の手引きを要請していたが、一向に埒が明かないのに業を煮やし、実力行使に出た（バダドリーンが手間取っていた理由は、博士の財宝を狙って一石二鳥を夢見ていたため。この財宝のことは、ムダ・サフィールには知らせていなかった）。この襲撃でヴァージニアを奪うことは出来なかったものの、金目のものを入手する。
13号は「マクスン教授はヴァージニアの父親だ」と気を取り直す。そして、ダヤク族と、そして「創造主殺し」をしようとした12号ら11体から教授を守る。ところが、その時、マクスン教授はダヤク族から受けた負傷で気を失っており、まったく見ていなかった。その上、負傷のショックで正気を取り戻し、13号以下の人造人間を忌まわしいものとして憎悪をぶつける。13号は、監視の意味でも仲間を統率し、教授の下を去った。
以後、ヴァージニアは、ダヤク族やフォン・ホルンらの悪人らと、果てはオランウータンにまで狙われ、攫われる。13号（ブラン）は配下を率い、彼女を救うべく奮闘する。

## 登場人物
13号（ブラン）
本作の主人公。マクスン教授が島で造り出した13番目（通算では14番目）の人工生命を製作していた小屋で、完成予定の3日前にひっくり返った培養槽とドロドロの灰色の物体と共に裸でしゃがみ込む彼を発見する。前例に従い、13号と呼ばれる。
端整な顔立ち、均整の取れた巨体、と恵まれた外見・体力を有しており、身体能力は12号までと引けを取らず、初陣でも素手で1号を殺している。
当初は何も知らず、会話も出来なかった（言葉を知らなかった）が、高い知性で知識を吸収していった。
フォン・ホルン（マクスン教授の助手）からは、一時期「ジャック」と呼ばれていた（人間性を意識させるため）。
「ブラン」とは、原住民（ダヤク族）の言葉で「月（熱帯の大気で膨張し、神秘的に見える）」を意味しており、13号を畏怖した彼らがブランと呼んだため、以後13号自身もブランと名乗る。
うなされた際、「プリシラ・999」というキーワードを口にした。
ヴァージニア・マクスン（リニー）
本作のヒロイン。マクスン教授の一人娘。母は死別。
快活な性格で、行動力もある（ダヤク族に襲撃された際、船に据え付けてあった新型機関銃を撃った）。美しいため、様々な悪人から狙われる。
シン・リー（中国人）は舌が回らないので、「リニー」と呼ぶ（ハヤカワ版ではヴァージン）。
アーサー・マクスン
元はコーネル大学の助教授で、自然科学のある部門を数年間、教えていた。莫大な遺産を相続しており、生物学の研究に費やしている。
0号の失敗で実験中止の決意を固めたが、名誉欲に取り付かれ、再び実験に手を染める。孤島で人造人間を次々と造り出し、「完全な生命体」に娘を嫁がせようとする狂気に取り付かれる。
0号
正式名称はないが、第1号以前に誕生したため、本節では便宜上0号と記載する。コーネル大学で誕生したが、2、3度あえいだだけで絶命している。
0号の死体の始末（そのまま放置すると殺人と間違われるため）は昼近くまでかかり、その日の午後、教授は娘を連れてこういった失敗をしても揉め事にならなそうなところを目指し駅から旅に出た。
タウンゼント・J・ハーパー・ジュニア
駅でヴァージニアに一目惚れした青年。友人のデクスターは、マクスン教授とヴァージニアの顔を知っていた。
シン・リー
好々爺の中国人コック。温厚そうに見えるが、銃器の扱いを心得ている（ただし、新型は手に余る）。13号の謎を解くことのできる、ただ一人の人物。
カール・フォン・ホルン
船旅で知り合った医師で、マクスン教授の助手となる。元はアメリカ海軍に所属しており、イサカ号（小型スクーナー船）の船長も務める。
当初は紳士的に接していたが、徐々に腹黒い性格を表し、博士の財産とヴァージニアを手に入れようと画策した。
実は犯罪者として指名手配されていた。そのため、過去7年間、アメリカ及びアメリカ政府の植民地などを敬遠している。
バダドリーン
旧訳版ではバドドゥリーン、ハヤカワ版ではブドゥドリーン。マレー人。イサカ号の一等航海士。
小心者だが、欲に目が眩み、ヴァージニアと教授の財産を狙っている。一方、ムダ・サフィールからも「ヴァージニアの引渡し」を要求されており、両天秤にかけている。
ムダ・サフィール
ハヤカワ版ではムザ・サフィア。マレー人。ダヤク族（ハヤカワ版ではダイヤク族）の酋長。海賊行為を働く。
初戦で見たヴァージニアの美しさに魅かれ、我が物にしようと企む。
人造人間（1号~12号）
マクスン教授が島で造りだした生命体。いずれも醜怪な容貌と、屈強な体格、並外れた体力を合わせ持っているが、知能については「12体（注：1～12号）の頭脳を合わせても、正常な人間3人分にも満たない」、とフォン・ホルンがマクスン教授に断言している、特に知能が低いものは目の前に与えられた食事を食う程度しかできない。
1号、3号、10号、12号は目立った描写がなされているが、それ以外はほとんど個別に描写されることはなかった。
1号の皮膚は灰色で、死人を思わせる。片目は、もう一方より2倍以上大きく、位置もズレている。腕は長く、片方はさらに30cmは長い。足は短く扁平で、長さも揃っていない。髪は白く、目はピンク色で、アルビノの特徴を現しているといわれる。知能は低いとされるが偶然から丸太を使って橋を作って逃げだす程度はあり、その後ヴァージニアを攫うが、13号（ブラン）に阻止され、喧嘩になり死亡。マクスン教授は彼を「わが子」や「長男」と呼んでいたが、フォン・ホルンから指摘された時は1号の出来栄えが悪いことは認めている。
2号は本人の描写はないが、マクスン教授が1号よりずっと改善されたと自慢する描写がある。
3号はマクスン教授は彼を作る際にこれまでよりずっとうまくいくと意気込みを見せていたが、「人間よりオランウータンによく似ている」と言われるような容姿になっている。ただし比較的知能は高く13号と会話で意思疎通ができるほか、刃物程度なら武器の使い方も理解できる。
5号は本人の描写はないがフォン・ホルン曰く「精神的欠陥がある」とされ、7号と食事のことで喧嘩をした。
10号は不揃いだが長い牙を持ち、比較的知能は高いがマクスン教授の下を去る際、13号に異を唱え、格闘しているなど気性が激しい面がある。
気性に関しては3号もマクスン教授の下を去る際、10号同様に13号に反抗的な態度を取ってはいるが、終盤で仲間だと思ったオランウータンに嫌われた際、3号は失望するものの落ち着いていたが10号は暴走して人間を襲うようになっている。
12号も容姿は醜いがファン・ホルン曰く「比較的おとなしくて聡明」で5号と7号の喧嘩を止めているフォン・ホルンに加勢したほか、13号の説得も理解はでき、3号と同様に簡単な武器の使い方も理解できたが、それでも最初の方で扉への迂回が分からず窓を壊して入ろうとする描写がある。
13号に率いられてヴァージニアを助ける道程で、次々と命を落としていく。

## 備考
厚木淳の「訳者あとがき」（『合本版・火星シリーズ第4集火星の古代帝国』版）によると、タウンゼント・J・ハーパー・ジュニアは、アメリカ屈指の財閥の御曹司である。また、「経過した日時や距離」が矛盾する部分があり、一部を修正している、と断っている。
火星シリーズ第6巻~第9巻（『火星の交換頭脳』、『～秘密兵器』、『～透明人間』、『～合成人間』）もマッドサイエンティストものである。また、『～合成人間』では主人公が合成人間（オーマッド）の身体に脳を移植し、ブランと似た悩みを持つようになっている（『～交換頭脳』ではヒロインが醜怪な身体に脳を移植され、「肉体と精神」に関する悩みを提示している）。
なお、1960年代から1980年代にかけてハヤカワ文庫SFで翻訳されたバローズの作品のうち、シリーズもの以外の唯一の作品である（他はムーン・シリーズ、太古世界シリーズ、地底世界シリーズ、ターザン・シリーズ）。